# Buchlovice
Buchlovice település Csehországban, a Uherské Hradiště-i járásban. Buchlovice Boršice, Staré Hutě, Zlechov, Medlovice, Stříbrnice, Stupava, Tupesy, Osvětimany és Břestek településekkel határos. Lakosainak száma 2420 fő (2024. január 1.).

## Népesség
A település lakosságának változását az alábbi diagram mutatja:
| Lakosok száma | 2007 | 2231 | 2244 | 2226 | 2403 | 2496 | 2463 | 2419 | 2406 | 2420 |
|               | 1869 | 1900 | 1921 | 1961 | 1980 | 2011 | 2016 | 2019 | 2021 | 2024 |